# Patrick Huston
Patrick Huston (Belfast, 5 gennaio 1996) è un arciere britannico proveniente dall'Irlanda del Nord.

## Palmarès
- Mondiali

Città del Messico 2017: bronzo nella gara a squadre mista.
- World Games

Chengdu 2025: argento nella gara individuale.
- Giochi europei

Minsk 2019: argento nella gara mista.
- Europei

Nottingham 2016: argento nella gara a squadre, bronzo nella gara individuale.